# الأرض المنخفضة
الأرض المنخفضة (بالإنجليزية: The Lowland)‏؛ الرواية الثانية للكاتبة والروائية الأمريكية ذات الأصول الهندية جومبا لاهيري. صدرت في العام 2013 في 340 صفحة، ونالت جائزة دي إس سي لأدب جنوب آسيا (بالإنجليزية: DSC Prize for South Asian Literature)‏ ودخلت في أكثر من قائمة جوائز أدبية، منها القائمة القصيرة للروايات المرشحة لنيل جائزة المان بوكر لعام 2013.